# لوچو گونزالز
لوچو گونزالز (اسپانیایی: Lucho González‎؛ زادهٔ ۱۹ ژانویهٔ ۱۹۸۱) یک بازیکن فوتبال اهل آرژانتین است.

## باشگاهی
از باشگاه‌هایی که در آن بازی کرده‌است می‌توان به اتلتیکو هوراکان، ریور پلاته، پورتو، المپیک مارسی و باشگاه ورزشی الریان اشاره کرد.

## تیم ملی
وی همچنین در تیم ملی فوتبال آرژانتین بازی کرده‌است.